# Wahlen zum Senat der Vereinigten Staaten 1794 und 1795
Die Wahlen zum Senat der Vereinigten Staaten 1794 und 1795 zum 4. Kongress der Vereinigten Staaten fanden zu verschiedenen Zeitpunkten statt.Es waren die Halbzeitwahlen (engl. midterm election) in der Mitte von George Washingtons zweier Amtszeit. Vor der Verabschiedung des 17. Zusatzartikels wurden die Senatoren nicht direkt gewählt, sondern von den Parlamenten der Bundesstaaten bestimmt.
Zur Wahl standen die acht Sitze der Senatoren der Klasse III, die 1788 und 1789 für eine Amtszeit von sechs Jahren gewählt worden waren, sowie die beiden Sitze der Klasse III der 1790 und 1792 neu aufgenommenen Staaten Vermont und Kentucky. Außerdem fanden in Delaware, Pennsylvania und Virginia Nachwahlen für vier Sitze statt. Bei den Nachwahlen konnten die Regierungsgegner zwei Sitze halten, ein Sitz ging an die Unterstützer der Regierung verloren, diese gewannen auch den vakanten Sitz in Delaware. Fünf der regulär zur Wahl stehenden Senatoren waren Unterstützer der Regierung George Washingtons, die sich jetzt als Föderalistische Partei formierten, fünf waren Gegner der Regierung Anti-Administration Party, die zur Republikanischen Partei wurde, heute meist Demokratisch-Republikanische Partei genannt. Beide waren keine Parteien im modernen Sinne, aber deutlich stärker organisiert als die informellen Fraktionen vorher.
Am Ende des dritten Kongresses lag die Mehrheit der Föderalisten im Senat bei 17 zu 13. Drei föderalistische und ein republikanischer Senator wurden wiedergewählt, drei Sitze konnten die Föderalisten halten, einen die Republikaner. Zwei Sitze, die vorher von Republikanern gehalten wurden, konnten von Föderalisten gewonnen werden. Dadurch erhöhte sich deren Mehrheit auf 20 zu 10.

## Ergebnisse

### Wahlen während des 3. Kongresses
Die Gewinner dieser Wahlen wurden vor dem 4. März 1795 in den Senat aufgenommen, also während des 3. Kongresses.
| Staat        | Amtierender Senator | Partei               | Nachwahl  | Datum         | Ergebnis              | Neuer Senator         |
| ------------ | ------------------- | -------------------- | --------- | ------------- | --------------------- | --------------------- |
| Delaware     | vakant              | vakant               | Klasse I  | 7. Feb. 1795  | Zugewinn Föderalisten | Henry Latimer         |
| Pennsylvania | Albert Gallatin     | Gegner der Regierung | Klasse I  | 31. März 1794 | Zugewinn Föderalisten | James Ross            |
| Virginia     | James Monroe        | Gegner der Regierung | Klasse I  | 18. Nov. 1794 | Zugewinn Republikaner | Stevens Thomson Mason |
| Virginia     | John Taylor         | Gegner der Regierung | Klasse II | 18. Nov. 1794 | Zugewinn Republikaner | Henry Tazewell        |

- Republikaner bezeichnet Angehörige der heute meist als Demokratisch-Republikanische Partei oder Jeffersonian Republicans bezeichneten Partei

### Wahlen zum 4. Kongress
Die Gewinner dieser Wahlen wurden am 4. März 1795 in den Senat aufgenommen, also bei Zusammentritt des 4. Kongresses. Alle Sitze dieser Senatoren gehören zur Klasse III.
| Staat          | Amtierender Senator | Partei                     | Datum          | Ergebnis                       | Neuer Senator      |
| -------------- | ------------------- | -------------------------- | -------------- | ------------------------------ | ------------------ |
| Connecticut    | Stephen M. Mitchell | Unterstützer der Regierung | 1794 oder 1795 | Zugewinn Föderalisten          | Jonathan Trumbull  |
| Georgia        | James Gunn          | Gegner der Regierung       | 1794           | als Föderalist wiedergewählt   | James Gunn         |
| Kentucky       | John Edwards        | Gegner der Regierung       | 1794           | Zugewinn Föderalisten          | Humphrey Marshall  |
| Maryland       | John Henry          | Unterstützer der Regierung | 1795           | als Föderalist wiedergewählt   | John Henry         |
| New Hampshire  | John Langdon        | Gegner der Regierung       | 1794 oder 1795 | als Republikaner wiedergewählt | John Langdon       |
| New York       | Rufus King          | Unterstützer der Regierung | 27. Jan. 1795  | als Föderalist wiedergewählt   | Rufus King         |
| North Carolina | Benjamin Hawkins    | Gegner der Regierung       | 1795           | Zugewinn Republikaner          | Timothy Bloodworth |
| Pennsylvania   | Robert Morris       | Unterstützer der Regierung | 26. Feb. 1795  | Zugewinn Föderalisten          | William Bingham    |
| South Carolina | Ralph Izard         | Unterstützer der Regierung | 1794           | Zugewinn Föderalisten          | Jacob Read         |
| Vermont        | Stephen R. Bradley  | Gegner der Regierung       | 1794           | Zugewinn Föderalisten          | Elijah Paine       |

- Republikaner bezeichnet Angehörige der heute meist als Demokratisch-Republikanische Partei oder Jeffersonian Republicans bezeichneten Partei
- wiedergewählt: ein gewählter Amtsinhaber wurde wiedergewählt

### Wahlen während des 4. Kongresses
Nach dem Zusammentritt des 4. Kongresses gab es 1795 keine Senatswahlen.

## Einzelstaaten
In allen Staaten wurden die Senatoren durch die Parlamente gewählt, wie durch die Verfassung der Vereinigten Staaten vor der Verabschiedung des 17. Zusatzartikels vorgesehen. Das Wahlverfahren bestimmten die Staaten selbst, war daher von Staat zu Staat unterschiedlich. Teilweise ergibt sich aus den Quellen nur, wer gewählt wurde, aber nicht wie.

### Connecticut
Stephen Mix Mitchell, Senator für Connecticut seit 1793, trat nicht zur Wiederwahl an. Sein Nachfolger wurde Jonathan Trumbull, wie Mitchell Föderalist.

### Delaware
George Read, Senator für Delaware seit 1789, war am 18. September 1793 zurückgetreten, um Oberster Richter am Delaware Supreme Court werden zu können, sein Sitz war seitdem vakant. Am 7. Februar 1795 wählte das Parlament des Staates den Föderalisten Henry Latimer zu seinem Nachfolger. Latimer erhielt 15 Stimmen, sein Gegenkandidat John Dickinson, ehemaliger Präsident von Pennsylvania vor Verabschiedung der Verfassung und Republikaner, erhielt 14.

### Georgia
James Gunn, Senator für Georgia seit 1789, wurde am 13. November 1794 wiedergewählt. Gunn erhielt 36 Stimmen, Edward Telfair, ehemaliger Gouverneur von Georgia, erhielt 12 Stimmen, der ehemalige Senator William Few 3.

### Kentucky
John Edwards, Senator für Kentucky seit der Aufnahme des Staates in die Union 1792, wurde 1794 nicht wiedergewählt. Die Mehrheit im zweiten Wahlgang erreichte der Föderalist Humphrey Marshall mit 28 Stimmen, der Republikaner John Breckinridge, später selbst Senator, erhielt 22 Stimmen. Im ersten Wahlgang hatte Marshall 18 Stimmen erhalten, Breckinridge 16, acht Stimmen gingen an John Fowler, sieben an den bisherigen Senator Edwards.

### Maryland
John Henry, Senator für Maryland seit 1789, wurde 1795 wiedergewählt.

### New Hampshire
John Langdon, Senator für New Hampshire seit 1789, wurde 1794 oder 1795 wiedergewählt. Ursprünglich ein Unterstützer der Regierung, schloss sich Langdon seit etwa 1793 der sich bildenden Republikanischen Partei an.

### New York
Rufus King, Senator für New York seit 1789, wurde am 27. Januar 1795 wiedergewählt. Im Senat, wo er der einzige Kandidat war, erhielt er 12 Ja- und 11 Neinstimmen. Im Repräsentantenhaus, wo zwei Gegenkandidaten antraten, erhielt er 35 Stimmen, Thomas Tillotson erhielt 30 Stimmen, John Lawrence eine.

### North Carolina
Benjamin Hawkins, Senator für North Carolina seit 1789, trat 1795 zur Wiederwahl vermutlich nicht an. Gewählt wurde Timothy Bloodworth im fünften Wahlgang, weitere Kandidaten, die Stimmen erhielten, waren John Leigh, Alfred Moore, Nathaniel Macon, John Skinner, Charles Johnson und William Lenoir.

### Pennsylvania
Robert Morris, Senator für Pennsylvania seit 1789, trat zur Wahl am 26. Februar 1795 nicht an. Gewählt wurde der Föderalist William Bingham. Er erhielt 42 Stimmen im Repräsentantenhaus des Staates, 16 im Senat, sein republikanischer Gegenkandidat Peter Muhlenberg erhielt 31 bzw. 4 Stimmen.
Albert Gallatin war 1793 als Klasse-I-Senator gewählt worden, die Wahl war aber am 28. Februar 1794 für ungültig erklärt worden, da Gallatin noch nicht die von der Verfassung der Vereinigten Staaten geforderten neun Jahre Bürger der Vereinigten Staaten gewesen war. Zu seinem Nachfolger wurde am 31. März 1794 James Ross gewählt, anders als Gallatin ein Unterstützer der Regierung. Ross erhielt 36 Stimmen im Repräsentantenhaus des Staates, neun im Senat, Robert Coleman erhielt 28 bzw. sieben Stimmen, ein Senator stimmte für Samuel Sitgreaves, fünf Abgeordnete und ein Senator stimmten nicht ab. Auch Coleman und Sitgreaves waren Föderalisten.

### South Carolina
Ralph Izard, Senator für South Carolina seit 1789, trat zur Wahl 1794 nicht an. Gewählt wurde der Föderalist Jacob Read im zweiten Wahlgang mit unbekannter Stimmenzahl. Im ersten Wahlgang hatte er 51 Stimmen erhalten, John Hunter, der 1796 erfolgreich für den anderen Senatssitz kandidierte, erhielt 49, David Ramsay, der seine Kandidatur anschließend zurückzog, erhielt 45 Stimmen.

### Vermont
Der Republikaner Stephen R. Bradley, Senator für Vermont seit der Aufnahme des Staates in die Union 1791, wurde 1794 durch den Föderalisten Elijah Paine abgelöst.

### Virginia
James Monroe, späterer Präsident und seit 1790 Klasse-I-Senator für Virginia, trat am 27. März 1794 zurück, um Botschafter in Frankreich zu werden. John Taylor of Caroline, sein Klasse-II-Kollege, trat am 11. April ebenfalls zurück. Am 18. November 1794 wählte das Parlament des Staates Stevens Thomson Mason als Nachfolger für Monroe und Henry Tazewell als Nachfolger für Taylor. Beide waren wie ihre Vorgänger Republikaner.